# NGC 6854
NGC 6854 é uma galáxia elíptica (E/SB0) localizada na direcção da constelação de Telescopium. Possui uma declinação de -54° 22' 30" e uma ascensão recta de 20 horas, 05 minutos e 38,6 segundos.
A galáxia NGC 6854 foi descoberta em 9 de Julho de 1834 por John Herschel.